# Josué Pesqueira
Josué Filipe Soares Pesqueira (ur. 17 września 1990 w Valongo) – portugalski piłkarz, występujący na pozycji pomocnika, od 2024 roku w Coritibie, w latach 2021–2024 w Legii Warszawa. W latach 2013−2014 reprezentant Portugalii.

## Kariera piłkarska
Josué jest wychowankiem FC Porto, przez długi czas jednak nie zaliczył ligowego debiutu w tym klubie. Był wypożyczany do innych zespołów − S.C. Covilhã, FC Penafiel i VVV Venlo z Holandii. W 2011 roku podpisał umowę z FC Paços de Ferreira. Spędził w tym klubie dwa lata. Przed sezonem 2013−14 ponownie stał się graczem FC Porto, podpisując z tym klubem czteroletni kontrakt. Porto zapłaciło za niego 1,5 miliona euro. W 2014 roku został wypożyczony do Bursasporu, a w 2016 do SC Braga. W sezonie 2019-20 wraz z zespołem Hapoel Beer Sheva sięgnął po Puchar Izraela.
21 czerwca 2021 roku podpisał dwuletni kontakt z Legią Warszawa. 8 lipca 2022 roku trener Kosta Runjaić wybrał Pesqueirę na zastępcę kapitana zespołu na sezon 2022/2023. Po odejściu z klubu kapitana Mateusza Wieteski na początku sezonu, został wybrany kapitanem. Po raz pierwszy pełnił tę funkcję 29 lipca 2022 roku, w meczu 3. kolejki Ekstraklasy przeciwko Cracovii. W sezonie 2022/2023 zdobył Puchar Polski i wicemistrzostwo Polski. 27 maja 2023 ogłoszono przedłużenie przez niego kontraktu do końca sezonu 2023/2024. 14 maja 2024 zawodnik ogłosił swoje odejście z Legii po zakończeniu ówczesnego sezonu.

## Kariera reprezentacyjna
W reprezentacji Portugalii zadebiutował 11 października 2013 roku w meczu eliminacji mistrzostw świata przeciwko Izraelowi. Na boisku pojawił się w 69 minucie meczu.
| Mecze w reprezentacji | Mecze w reprezentacji | Mecze w reprezentacji | Mecze w reprezentacji | Mecze w reprezentacji | Mecze w reprezentacji | Mecze w reprezentacji |
| #                     | Data                  | Stadion               | Rywal                 | Wynik                 | Gol                   | Rozgrywki             |
| 2013                  | 2013                  | 2013                  | 2013                  | 2013                  | 2013                  | 2013                  |
| --------------------- | --------------------- | --------------------- | --------------------- | --------------------- | --------------------- | --------------------- |
| 1.                    | 11.10.2013            | Lizbona, Portugalia   | Izrael                | 1:1                   | 0                     | El. MŚ 2014           |
| 2.                    | 15.10.2013            | Coimbra, Portugalia   | Luksemburg            | 3:0                   | 0                     | El. MŚ 2014           |
| 3.                    | 15.11.2013            | Lizbona, Portugalia   | Szwecja               | 1:0                   | 0                     | El. MŚ 2014           |
| 4.                    | 05.03.2014            | Leiria, Portugalia    | Kamerun               | 5:1                   | 0                     | towarzyski            |

## Sukcesy

### Klubowe

#### FC Porto
- Superpuchar Portugalii: 2014[9]

#### SC Braga
- Puchar Portugalii: 2014[9]

#### Akhisarspor
- Superpuchar Turcji: 2018/2019[9]

#### Hapoel Beer Szewa
- Puchar Izraela: 2019/2020[9]

#### Legia Warszawa
- Puchar Polskiː 2022/2023[9]
- Superpuchar Polski: 2023[16]
- Wicemistrzostwo Polski: 2022/2023[11]

### Indywidualne
- Pomocnik sezonu podczas Gali Ekstraklasy: 2022/2023[17][18]
- Obcokrajowiec Roku w Plebiscycie Piłki Nożnej: 2023[19]

## Kontrowersje
19 listopada 2013, tuż po zakończeniu drugiego meczu baraży do Mistrzostw Świata 2014 z reprezentacją Szwecji, świętujący awans Josué (który nie grał w tym meczu) wyciągnął środkowy palec w kierunku kibiców drużyny przeciwnej. 
W marcu 2019 został wyrzucony z Akhisar Belediyespor, po udziale w bójce z kolegami z drużyny, po meczu z Alanyasporem. W maju 2021 został zawieszony przez swój ówczesny klub Hapoel Beer Szewa za udział w bójce z kolegą z drużyny Sagivem Jehezkelem. 
14 października 2022, po przegranym przez Legię Warszawa 1−2 meczu przeciwko Wiśle Płock, nie podał ręki Łukaszowi Sekulskiemu, za co został skrytykowany przez m.in. Zbigniewa Bońka i Jakuba Wawrzyniaka. Sam zawodnik odniósł się do wydarzeń za pośrednictwem Instagrama, pisząc: „Nie szanuję tych, którzy nie szanują mnie. Niektórzy nazwą to ego, ja nazywam to szacunkiem do samego siebie”.
5 października 2023 Josué został aresztowany przez funkcjonariuszy policji z Holandii wraz z kolegą z drużyny Radovanem Pankovem po starciu z pracownikami ochrony po meczu z AZ Alkmaar w fazie grupowej Ligi Konferencji Europy UEFA. Zawodnicy zostali zwolnieni następnego dnia bez przedstawienia im zarzutów. 15 grudnia 2023 władze Unii Europejskich Związków Piłkarskich (UEFA) nałożyły na AZ grzywnę w wysokości 40 000 euro za niezapewnienie bezpieczeństwa drużynie z Polski.